# George Young (Rockmusiker)

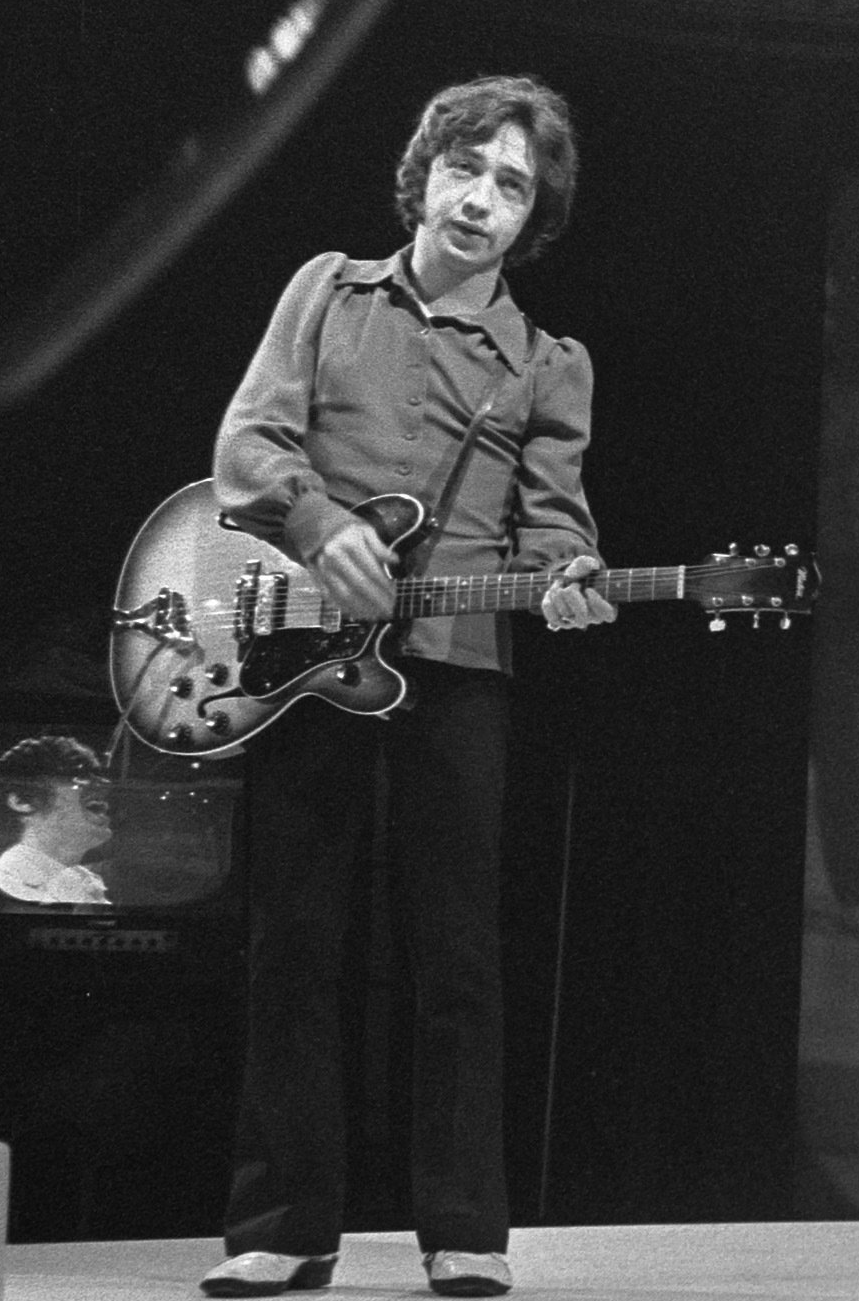
George Young (1968)

George Redburn Young (* 6. November 1946 in Glasgow, Schottland; † 22. Oktober 2017 in Sydney, Australien) war ein australischer Rockmusiker, Gitarrist, Songschreiber und Produzent und Mitglied der Band The Easybeats. Youngs jüngere Brüder Malcolm und Angus waren bzw. sind Mitglied der Rockband AC/DC. Sein älterer Bruder, Alexander Young, war Mitglied der Band Grapefruit.

## Leben
Die Großfamilie Young bewohnte eine Mietskaserne in Cranhill, Glasgow. Aufgrund der angespannten wirtschaftlichen Lage verließ ein Großteil von ihnen im Juni 1963 Schottland und wanderte gemeinsam nach Australien aus.
Im Villawood Migrant Hostel, Sydney angekommen freundete sich George Young dort mit Harry Vanda an und sie formierten The Easybeats, die heute weithin als erfolgreichste australische Band der 1960er Jahre angesehen wird. Young schrieb zunächst zusammen mit dem Sänger Stevie Wright und später mit Vanda die meisten Musikstücke, darunter auch den Welthit Friday on My Mind. Im September 1966 zog die Formation nach London um, wo sie sich 1969 auch trennte.
George Young heiratete Sandra Ramsay 1969 in London. Sie hatten eine Tochter namens Yvette. Nach ihr wurde die Single Evie benannt. Das Stück ist Stevie Wrights größter Soloerfolg und schaffte es 1974 an die Spitze der australischen Charts. Als Musiker begleiten ihn neben Steve Young und Vanda auch Malcolm Young an der Rhythmusgitarre. Im Zuge von vielen weiteren Zusammenarbeiten von Young/Vanda mit Wright, der nach der Bandauflösung zunehmend mit Suchtproblemen und Depression kämpfte, trat auch die Originalbesetzung von The Easybeats 1986 einige Male wieder auf.
Vanda und Young zogen nach der Auflösung der Easybeats zurück nach Sydney und blieben als Songschreiber und Produzenten erfolgreich, unter anderem für (den mit ihm nicht verwandten) John Paul Young (Love Is in the Air) und Rose Tattoo.
Daneben betrieben Vanda und Young auch ihre eigene Band Flash and the Pan, die von 1976 bis 1993 aktiv war und weltweit einige Hits hatte.
Das Songschreiber- und Produzentenduo beendete die langjährige Zusammenarbeit Mitte der 1990er Jahre. Gegen Ende seiner Karriere im Musikgeschäft lebten Young und seine Familie überwiegend in Portugal.
Er verstarb am Morgen des 22. Oktober 2017 in Sydney. Todesursache und Beisetzungsort wurden nicht publik gemacht.

## AC/DC
1972 gründeten Vanda und Young als Musiker eine reine Studioband namens Marcus Hook Roll Band, in denen auch Malcolm und Angus Young mitspielten. Mit ihrer einzigen Langspielplatte Tales Of Old Grand Daddy erreichten sie Platz 89 der australischen Charts.
George Young prägte die Band AC/DC um seine beiden jüngeren Geschwister in der Entstehungs- und Frühphase entscheidend mit. Gemeinsam mit Vanda produzierte er die ersten fünf erschienenen Studioalben von High Voltage bis Powerage. Er half sowohl bei Liveauftritten als auch im Studio als Ersatzbassist, am Saxophon oder als Ersatzschlagzeuger aus, und unterstützte sie beim Management. Als die Gruppe sich 1974 vom damaligen Sänger Dave Evans trennte, schlug er den mit ihm befreundeten Bon Scott als seinen Nachfolger vor.
Auf Verlangen der Plattenfirma Atlantic Records, bei denen AC/DC 1978 unterzeichneten, wurde er gegen den Willen der Band, vor allem seiner Geschwister, zum Album Highway to Hell durch den damals noch wenig bekannten Produzenten Mutt Lange ersetzt. Zu neuen Produktionen mit Vanda und Young kam es wieder 1986 bei Who made Who sowie 1988 mit Blow Up Your Video und mit ihm alleine beim Album Stiff Upper Lip im Jahr 2000.

## Ehrungen
- 1988: ARIA Hall of Fame als Vanda & Young, gemeinsam mit AC/DC[11]
- 2001: APRA (Australasian Performing Right Association) stellte eine Auflistung der besten australischen Songs aller Zeiten vor, wo Friday on My Mind Platz eins belegt.[12] Ihr Lied Love Is in the Air, gesungen von John Paul Young, wurde 2004 als meistgespieltes australisches Lied im Ausland ausgezeichnet.[13]
- 2005: ARIA Hall of Fame mit The Easybeats[14]
- Seit 2009: Vanda & Young Global Songwriting Competition, jährlich stattfindende Preisverleihung zur Anerkennung herausragendem Songwritings.[15]